# Márton Tóth
Márton Tóth (Budapest, 28 settembre 1985) è un pallanuotista ungherese.
Cresciuto nell'Honvéd, trascorre gran parte della carriera nel prestigioso campionato ungherese, prima di passare al Posillipo nell'estate del 2012, alla soglia dei 27 anni, dove rimane una sola stagione per poi fare ritorno in patria.
In carriera vanta sette campionati ungheresi, di cui tre con l'Honvéd, tre con il Vasas e uno con lo Szolnok; un'Eurolega (oggi Champions League) con l'Honvéd nel 2005, una Coppa d'Ungheria e due Supercoppe d'Ungheria. 

## Palmarès
- Campionato ungherese: 7

Honvéd: 2003-04, 2004-05, 2005-06
Vasas: 2006-07, 2007-08, 2008-09
Szolnok: 2014-15
- Coppa d'Ungheria: 1

Szolnok: 2014
- Coppa dei Campioni/Eurolega: 1

Honvéd: 2003-04
- Coppe LEN: 1

Ferencvaros: 2016-17
- Supercoppa LEN: 1

Honved: 2004
- Supercoppa d'Ungheria: 1

Honved: 2005